# Nabil Makni
Nabil Makni (arabe : نبيل الماكني), né le 29 septembre 2001 à Cannes, est un footballeur tunisien qui évolue au poste d'avant-centre.

## Biographie
Né à Cannes, Nabil Makni est issu d'un père tunisien et d'une mère française.

### Carrière en club
Issu de la formation strasbourgeoise en Alsace, Makni quitte le RC Strasbourg en 2019 pour rejoindre le Chievo Vérone dont il intègre l'équipe Primavera,.
À la suite de la dissolution du club italien en août 2021, il rejoint l'Étoile sportive du Sahel (ESS), qui évolue en Ligue I Pro, signant pour quatre ans alors qu'il était libre de tout contrat. Début 2022, il est ensuite prêté à Al-Ittihad Tripoli en Libye avec Houssem Ben Ali jusqu'à la fin de la saison.
À son retour du prêt en juin 2022, il n'a pas convaincu le nouveau staff de l'ESS, d'où la résiliation de son contrat. Un mois plus tard, il retrouve l'Italie en signant un contrat jusqu'à la fin de la saison avec Vastogirardi évoluant en Serie D. À la fin de son contrat, il est transféré au FC Sangiuliano City (en) pour une seule saison.
En juillet 2024, il quitte l'Italie pour la Bulgarie et rejoint le FC Hebar Pazardjik avec un contrat d'une saison. Lors de son premier championnat, Nabil Makni inscrit cinq buts et délivre trois passes décisives.

### Carrière en sélection
En novembre 2020, il est convoqué pour la première fois en équipe nationale tunisienne, avec laquelle il fait ses débuts en remplaçant Wahbi Khazri en fin de match, lors d'une victoire (1-0) contre la Tanzanie, en qualifications pour la coupe d'Afrique des nations 2021.